# Capitale intellettuale
Il termine capitale intellettuale indica l'insieme delle risorse a disposizione di una azienda rilevanti per la sua capacità competitiva ed il suo valore. Tale insieme comprende come sottoinsieme gli attributi che tradizionalmente concorrono nella formazione del bilancio d'esercizio e dello stato patrimoniale di un'impresa.
Termini collegati e talvolta utilizzati come sinonimi sono intangibili (intangibile assets) e risorse della conoscenza (knowledge assets). 

## Intangibilità
Il valore di un'azienda è costituito da beni fisici, da varie forme di capitale finanziario e, infine, da beni “intangibili", ossia proprio il capitale intellettuale. 
L'intangibilità non si riferisce all'immaterialità del capitale intellettuale, bensì al fatto che esso non è facilmente traducibile in termini finanziari . Tutti gli altri beni di un'impresa, come un edificio o dei titoli di credito, possono essere monetizzati, nel senso che esistono criteri standard per esprimerne il valore in termini di valuta corrente. Il capitale intellettuale, invece, è principalmente costituito da elementi (come la qualità del personale o la reputazione del marchio presso i consumatori) per i quali non sono dati metodi universalmente riconosciuti per la loro valutazione monetaria.
Più precisamente, dunque, converrebbe parlare di beni "non-finanziari".

## Elementi del capitale intellettuale
I modelli di rappresentazione del capitale intellettuale si differenziano talvolta per gli elementi costitutivi riconosciuti. Le impostazioni prevalenti sono comunque riconducibili alla seguente articolazione:
- Capitale relazionale (riconducibile alle relazioni esistenti con soggetti esterni, quali fornitori, clienti, centri di ricerca, ecc. e alla reputazione);
- Capitale umano (la parte di capitale intellettuale che dipende dalle conoscenze e dalle abilità possedute dal personale);
- Capitale organizzativo (il saper fare, eventualmente protetto da brevetti, e il saper fare assieme).

### Capitale relazionale (o delle relazioni esterne)
Fattori primari per il successo di un'azienda sono 
- la qualità del rapporto con i clienti, di quello con i fornitori, con i rivenditori, con i co-produttori e con altri partner d'affari;

- il valore dei marchi di prodotti o servizi;

- il valore della reputazione nel mercato e di quella tra gli investitori;

- il valore delle licenze, degli accordi di franchising, delle joint venture con altre imprese

Questo capitale di relazioni "esterne" (per tenerlo distinto dalla relazioni esistenti internamente all'azienda, e che concorrono a formare il capitale organizzativo: vide infra) è, di tutti i beni intangibili, quello più direttamente correlato con i risultati operativi (tangibili, finanziari) dell'impresa.

### Capitale umano
Elementi intangibili sono insiti anche nel capitale umano di un'azienda: il livello di istruzione dei dipendenti, il loro saper fare, le loro qualificazioni professionali, le competenze, sono tutte grandezze che ancora non sappiamo misurare con criteri standard, né tantomeno trattare in termini monetari. Di esse tuttavia sappiamo che certamente influenzano i risultati di un'impresa.

### Capitale organizzativo
Vi sono caratteristiche di un'azienda che, pur essendo intimamente connesse al modo di operare delle persone, trascendono il capitale umano, ed esprimono la qualità dell'organizzazione: è questo il capitale organizzativo. 
Valori aziendali, filosofia manageriale, cultura aziendale, processi gestionali, policies, modelli organizzativi, sistemi informativi, strategie: sono tutti attributi che esistono al di là e al di sopra del capitale umano e che distinguono un'azienda da un'altra. Per esempio, lo stesso gruppo di calciatori si comporta diversamente e dà luogo a risultati diversi se viene iscritto a due diverse società, con diversi stili, culture, comportamenti, preparatori, allenatore, schemi, e così via. 
Un altro importante elemento del Capitale organizzativo è la proprietà intellettuale: i brevetti, i diritti di copyright, le formule, gli schemi, i segreti industriali, i marchi registrati che sono possesso dell'azienda. (Sono questi gli asset intangibili ai quali, il più delle volte, ci si riferisce -sommandoli al capitale umano- per definire sommariamente il capitale intellettuale di un'impresa: ma si tratta di un'accezione assai limitativa).

## Il bilancio del capitale intellettuale
I principi contabili che presiedono alla redazione del bilancio d'esercizio comportano una limitata capacità di questo strumento di rappresentare il capitale intellettuale. Per questo sono stati proposti ,  dei modelli di rappresentazione del capitale intellettuale, basati sull'integrazione di dati quantitativi, qualitativi ed elementi narrativi. I documenti realizzati secondo tali modelli (intellectual capital reports) sono finalizzati alla comunicazione esterna (disclosure) o ad essere integrati nei sistemi di supporto direzionale.
Anche in Italia si ritrovano ormai casi concreti  di pubblicazione del bilancio degli intangibles.